# سند بن علی
ابوالطیب سند بن علی (متوفی ۸۶۴ م) ریاضی‌دان منجم و مهندس ایرانی_یهودی اهل عراق در زمان خلیفه مأمون بود.
وی از اهالی دارالحکمه و مترجم نهضت ترجمه بوده‌است.

## زندگی و آثار

### انداره‌گیری محیط و قطر زمین
وی با یعقوب ابن طارق و ابن کثیر فرقانی در پروژه خلیفه مأمون برای اندازه‌گیری محیط و قطر زمین و معلوم کردن المیل بعنوان واحد مسافت همراه بود.
آنها بهمراه خوارزمی باعث ورود اعداد هندی به بغداد و تصحیح و تکمیل آن شدند.

### مترجم زیج سند هند
زیج سند هند اولین زیج بود که وارد تمدن اسلامی شد بخاطر همین کار سند ابن علی بسیار مهم است.

### مبدع اعداد اعشاری
سند ابن علی نخستین کسی بود که ممیز را وارد ریاضیات کرد و باعث رواج ریاضیات اعشاری گردید.

### مهندسی
گفته شده بنوموسی با وی رقابت داشتند و باعث شدند پروژه کانال جعفریه بجای او که مهندس بهتری بود به ابن کثیر فرغانی داده شود و در نهایت فرغانی به دلیل وارد نبودن اشتباهاتی در آن داشته باشد.
گفته شده سند ابن علی تحقیقاتی در باب وزن مخصوص نیز دارد که نیاز به منابع دارد.